# Chicago-Marathon 1989
| 12. Chicago-Marathon    | 12. Chicago-Marathon         |
| ----------------------- | ---------------------------- |
| Stadt                   | Chicago, Vereinigte Staaten  |
| Datum                   | 29. Oktober 1989             |
| Distanz                 | 42,195 Kilometer             |
| Sieger                  |                              |
| Männer                  | Paul Davies-Hale (2:11:25 h) |
| Frauen                  | Lisa Weidenbach (2:28:15 h)  |
| ← Chicago-Marathon 1988 | Chicago-Marathon 1990 →      |
| Website                 | Offizielle Website           |

Der Chicago-Marathon 1989 (offiziell: Old Style Chicago-Marathon 1989) war die 12. Ausgabe der jährlich stattfindenden Laufveranstaltung in Chicago, Vereinigte Staaten. Der Marathon fand am 29. Oktober 1989 statt.
Bei den Männern gewann Paul Davies-Hale in 2:11:25 h, bei den Frauen Lisa Weidenbach in 2:28:15 h.

## Ergebnisse

### Männer
| Platz | Athlet           | Land                   | Zeit (h) |
| ----- | ---------------- | ---------------------- | -------- |
| 01    | Paul Davies-Hale | Vereinigtes Königreich | 2:11:25  |
| 02    | Rawil Kaschapow  | Sowjetunion            | 2:13:19  |
| 03    | David Long       | Vereinigtes Königreich | 2:13:37  |
| 04    | Ed Eyestone      | Vereinigte Staaten     | 2:14:57  |
| 05    | Carlos Montero   | Spanien                | 2:15:15  |
| 06    | Tadesse Belayneh | Äthiopien              | 2:15:19  |
| 07    | Pedro Ortiz      | Kolumbien              | 2:16:29  |
| 08    | Gabriel Kamau    | Kenia                  | 2:17:02  |
| 09    | Eddy Hellebuyck  | Belgien                | 2:17:25  |
| 10    | Salah Qoqaiche   | Marokko                | 2:18:08  |

### Frauen
| Platz | Athletin              | Land               | Zeit (h) |
| ----- | --------------------- | ------------------ | -------- |
| 01    | Lisa Weidenbach       | Vereinigte Staaten | 2:28:15  |
| 02    | Carla Beurskens       | Niederlande        | 2:30:24  |
| 03    | Cathy O’Brien         | Vereinigte Staaten | 2:31:19  |
| 04    | Maria Rebelo          | Frankreich         | 2:34:59  |
| 05    | Carole Rouillard      | Kanada             | 2:35:20  |
| 06    | Wanda Panfil          | Polen              | 2:35:40  |
| 07    | Cassandra Mihailovic  | Frankreich         | 2:35:44  |
| 08    | Jocelyne Villeton     | Frankreich         | 2:36:55  |
| 09    | Marguerite Buist      | Neuseeland         | 2:37:20  |
| 10    | Kamila Gradus         | Polen              | 2:37:37  |
| 11    | Kazjaryna Chramenkawa | Sowjetunion        | 2:38:38  |